# Mączniak prawdziwy dyniowatych

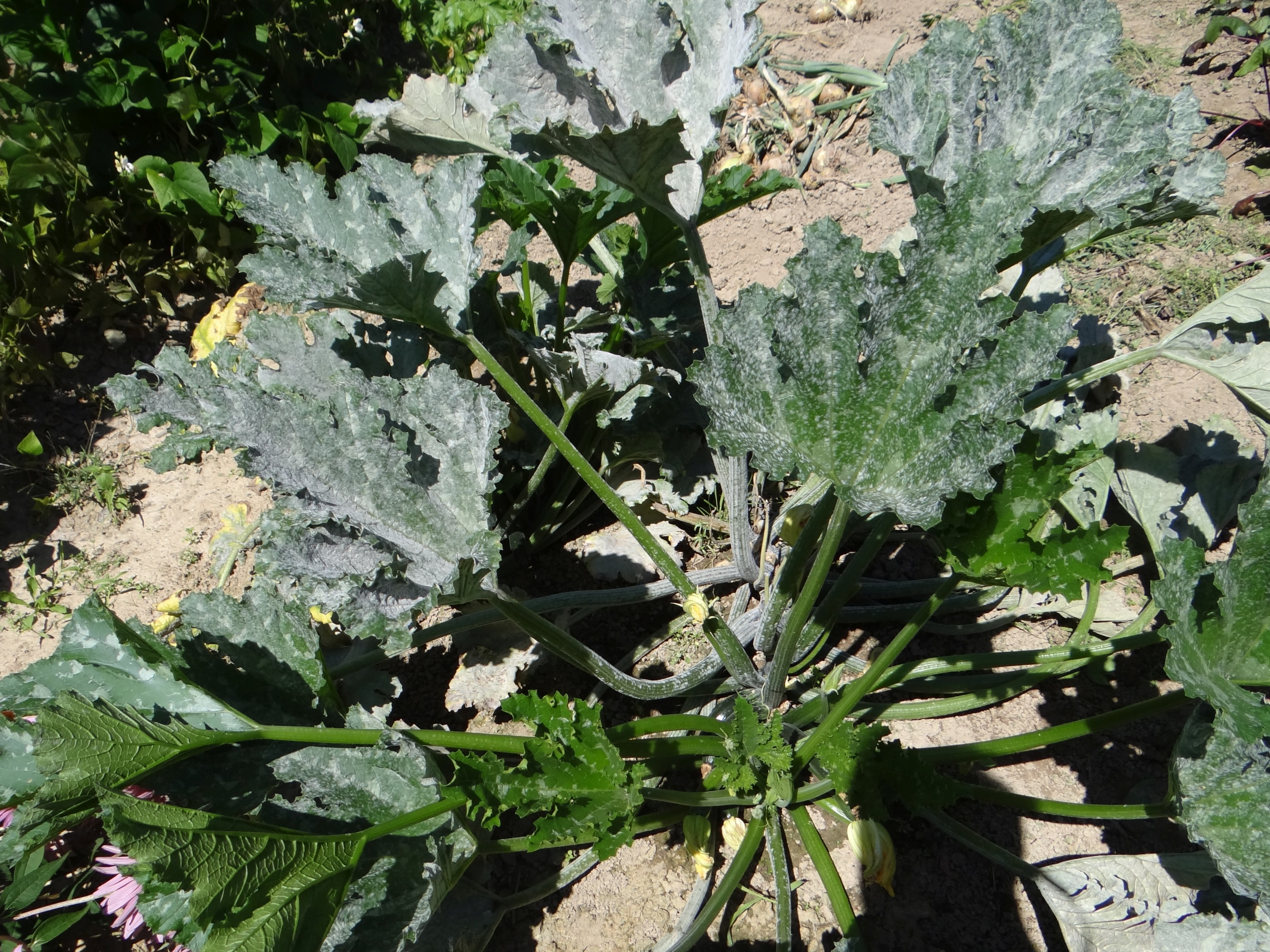
Objawy choroby na cukinii

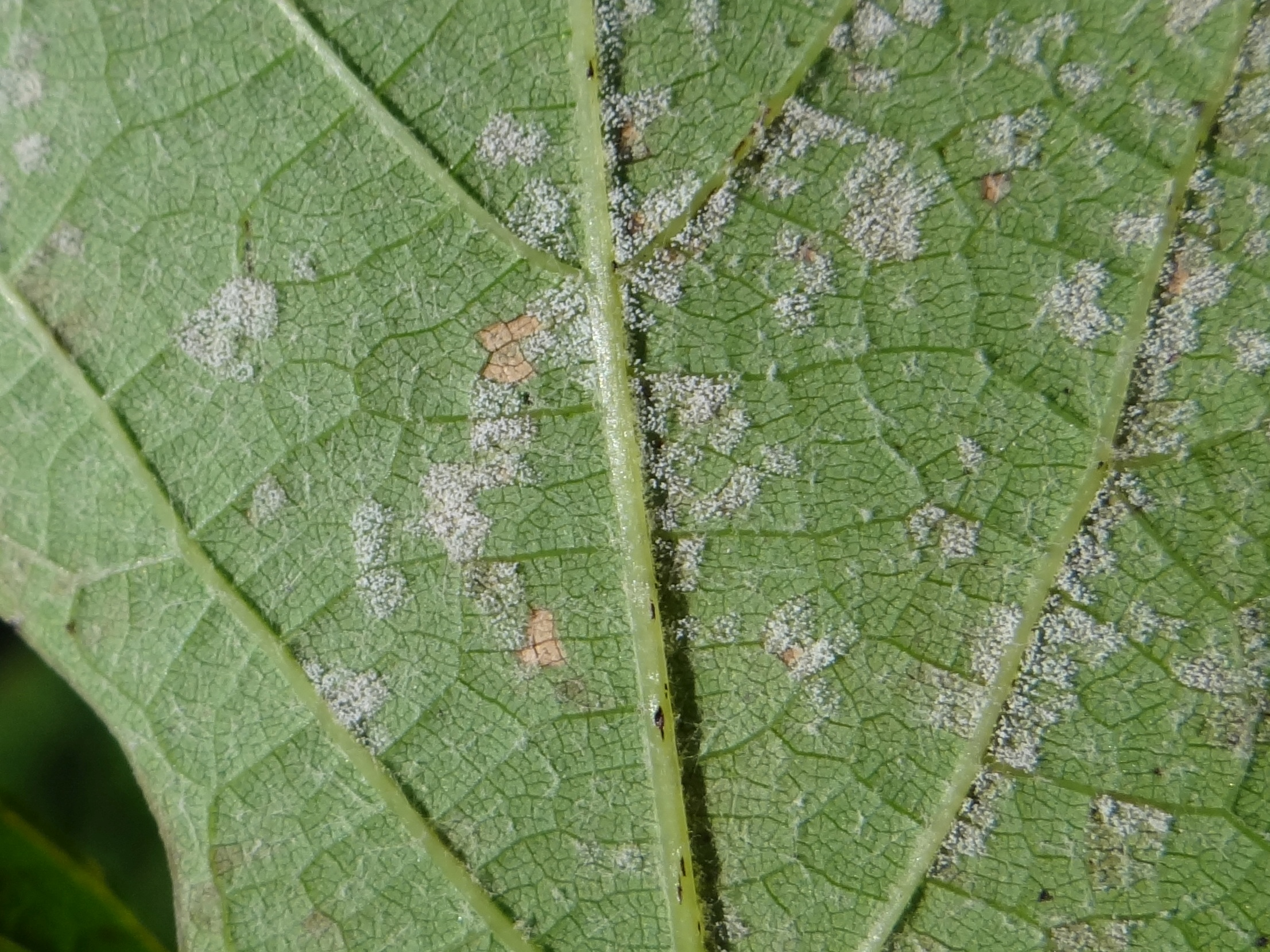
Objawy na dolnej stronie liścia cukinii

Mączniak prawdziwy dyniowatych – grzybowa choroba roślin wywoływana przez dwa gatunki grzybów: Podosphaera fusca i Golovinomyces orontii. Choroba należy do grupy mączniaków prawdziwych. Występuje na różnych gatunkach z rodziny dyniowatych (Cucurbitaceae).

## Występowanie i szkodliwość
Choroba występuje na cukinii, dyni, patisonie i ogórku, a także na dziko rosnących gatunkach dyniowatych. Objawy choroby pojawiają się dość późno, zazwyczaj dopiero w drugiej połowie lata i jesienią. Ogórka atakuje rzadko. Dawniej była poważnym problemem w uprawie ogórka pod osłonami, obecnie większość uprawianych odmian ogórków szklarniowych posiada dużą odporność na tę chorobę. W uprawie polowej ogórka choroba ta nie ma większego znaczenia. Największe szkody wyrządza w uprawie dyni, cukinii i patisonów.
Mączniak prawdziwy dyniowatych rozwija się szczególnie szybko przy pogodzie suchej, słonecznej i ciepłej. Tym różni się od mączniaka rzekomego dyniowatych, któremu sprzyja duża wilgotność powietrza i długotrwałe opady deszczu.

## Objawy
Obydwa patogeny wywołujące tę chorobę dają takie same objawy. Początkowo są to niewielkie, okrągłe skupiska białego nalotu na powierzchni liści i ogonków liściowych. Później powiększają się one, łączą z sobą, tak, że w końcu cała powierzchnia, lub znaczna jej część staje się biaława od nalotu. Liście silnie porażone zamierają.

## Epidemiologia
Obydwa wywołujące tę chorobę patogeny zimują na dwuletnich lub wieloletnich pędach roślin. W Polsce dyniowate uprawiane są jako rośliny jednoroczne, infekcji pierwotnych na plantacjach dokonują więc konidia lub askospory powstałe na roślinach uprawianych w szklarniach, ewentualnie pochodzące z innych dziko rosnących roślin żywicielskich. Wiatr może je przenosić nawet na duże odległości. Na zainfekowanvch roślinach na plantacjach wytwarzane są konidia, które dokonują infekcji wtórnych.

## Ochrona
Najlepszą metodą ochrony przed tą chorobą jest uprawa odmian genetycznie na nią całkowicie, lub przynajmniej częściowo odpornych. Chemiczna ochrona polega na stosowaniu fungicydów siarkowych lub triazolowych (bupyrimat) od momentu wystąpienia pierwszych objawów choroby. Opryskiwania tymi preparatami należy powtarzać co 7–14 dni. W uprawach pod osłonami dodatkowo stosuje się opryskiwanie fungicydami pirymidynowymi oraz preparatami sporządzonymi z naturalnych surowców. Skuteczny jest np. ekstrakt z nasion i owoców grejpfruta.